# Rosema aldaba
Rosema aldaba är en fjärilsart som beskrevs av Paul Dognin 1894. Rosema aldaba ingår i släktet Rosema och familjen tandspinnare. Inga underarter finns listade.